# Era (Era)
| Recensione | Giudizio |
| ---------- | -------- |
| AllMusic   |          |

Era è il primo album del gruppo new age francese omonimo Era, pubblicato nel 1996. L'album si compone di 10 brani di ispirazione medievale, con testi a volte in inglese e a volte in una lingua immaginaria simile al latino. Alcune edizioni includono anche le tracce Avemano e Sempire D'Amor.

## Tracce
1. Era – 3:14
2. Ameno – 4:18
3. Cathar Rhythm – 3:18
4. Mother – 4:59
5. Avemano – 4:15
6. Enae Volare Mezzo – 3:47
7. Mirror – 3:58
8. Ameno (remix) – 3:46
9. Sempire d'Amor – 1:52
10. Enae Volare – 3:10
11. After Time – 3:34
12. Impera – 4:37

## Musicisti
- Eric Lévi - tastiera, chitarra
- Guy Protheroe - voce
- Eric Geisen - voce
- Florence Dedam - voce
- Murielle Lefebvre - voce
- Harriet Jay - voce
- Neil Wilkinson - percussioni
- Lee Sklar - basso
- Philippe Manca - chitarra, mandolino, percussioni